# اس‌اس لیسبون (۱۹۲۳)
اس‌اس لیسبون (۱۹۲۳) (به انگلیسی: SS Lesbian (1923)) یک کشتی بود که طول آن ۲۷۲ فوت ۱ اینچ (۸۲٫۹۳ متر) بود. این کشتی در سال ۱۹۲۳ ساخته شد.